# Asymbius foveicollis
Asymbius foveicollis là một loài bọ cánh cứng trong họ Endomychidae. Loài này được Chûjô & Kiuchi miêu tả khoa học năm 1974.